# Epirhyssa nigrithorax
Epirhyssa nigrithorax là một loài tò vò trong họ Ichneumonidae.